# اکایا، ساملیدر
اکایا، ساملیدر (به لاتین: Akkaya, Çamlıdere) یک منطقهٔ مسکونی در ترکیه است که در استان آنکارا واقع شده‌است.